# 高梨雄平
高梨 雄平（たかなし ゆうへい、1992年7月13日 - ）は、埼玉県川越市出身のプロ野球選手（投手）。左投左打。読売ジャイアンツ所属。
2020年からYouTubeチャンネルを運用している（詳細後述）。

## 経歴

### プロ入り前
川越市立高階南小学校3年時に川越リトルで野球を始めると川越市立高階西中学校時代には川越シニアへ所属した。
元プロ野球選手だった阿井英二郎監督に教わりたいと川越東高校へ進学すると1年春からベンチ入り。3年夏の選手権埼玉大会では、準々決勝で春日部共栄高校を相手に延長14回を1人で投げ切った。この試合の14回裏にチームがサヨナラ勝ちを収めると、花咲徳栄高校との準決勝でも延長10回を投げたが、決勝には進めなかった。
早稲田大学への進学後は、1年生の春から東京六大学野球のリーグ戦で、救援を中心に10試合へ登板。通算投球イニング19回で、防御率0.95という好成績を残した。1年の秋季リーグ戦では、先発投手として5勝1敗、防御率2.21を記録。2年の春季リーグ戦では、4勝1敗、防御率2.31という好成績で、チームを3季ぶりのリーグ優勝に導いた。この優勝により、出場した第61回全日本大学野球選手権大会では、奈良産業大学との準々決勝に先発すると、3回1/3を無失点に抑えている。しかし、2年の秋季リーグ戦では、通算投球イニングが10回1/3にとどまり、12月には左足首を手術。3年の春季リーグ戦では、4月21日の東京大学戦でリーグ史上3度目の完全試合を達成。ただし、リーグ戦全体ではその1勝のみで、防御率も4.41にまで達した。4年生の時には左肩痛やイップスで調子を崩したため、春秋通算でも5試合の登板で、通算投球イニング6回2/3、防御率9.45にとどまった。在学中のチームメイトには、有原航平・中村奨吾・重信慎之介などがいる。リーグ通算41試合に登板、11勝5敗、防御率2.81。
大学卒業後に入社したJX-ENEOSでは、1年目から公式戦に出場すると、2年目の夏場に投球フォームをスリークォーターからサイドスローに転向。第42回社会人野球日本選手権大会では、NTT西日本との初戦に登板したが、打者1人を抑えただけで交代した。社会人時代の同僚には塩見泰隆がいる。
2016年10月20日に行われたNPBドラフト会議で、東北楽天ゴールデンイーグルスから9巡目指名を受け、契約金2500万円、年俸800万円（金額は推定）という条件で入団した。背番号は53で、担当スカウトは後関昌彦。このドラフトでは、JX-ENEOSのチームメイトである糸原健斗も阪神タイガースから5巡目指名を受け、入団している。

### 楽天時代

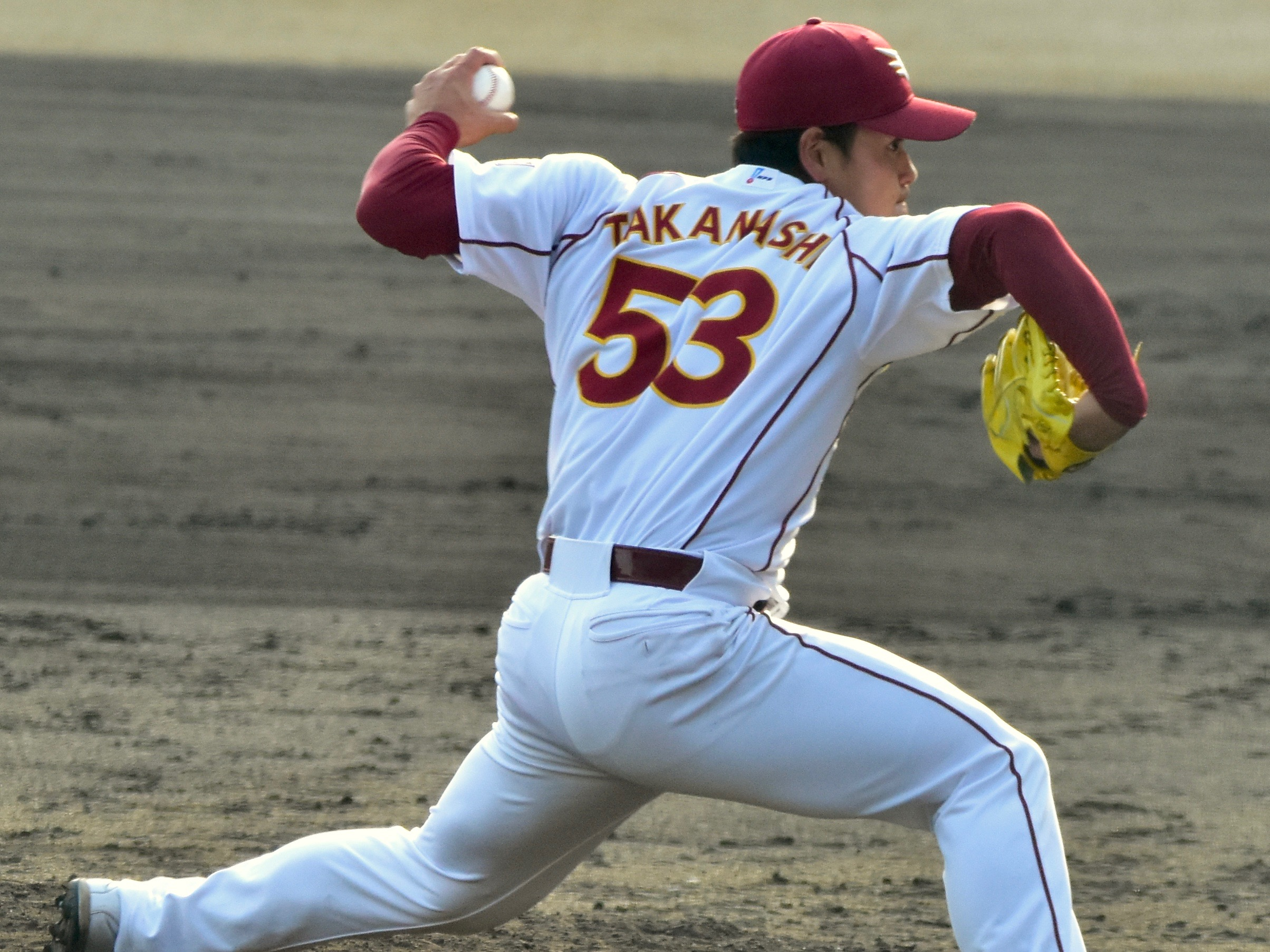
楽天時代
（2017年3月4日 倉敷マスカットスタジアム）

2017年、同期入団の新人投手から、森原康平・菅原秀と共に中継ぎ要員として開幕一軍入り。4月6日の対福岡ソフトバンクホークス戦（Koboパーク宮城）5回表に救援で登板すると、1回を無失点に抑えた末にプロ初勝利を挙げた。高梨はNPB全球団の新人投手による一軍公式戦の勝利一番乗りを果たした。4月26日の対ロッテ戦（Koboパーク）で自責点1ながら一死も取れずに5失点を喫したため、6月上旬までは二軍での再調整を余儀なくされたものの、一軍への復帰後は17登板試合連続で無失点を達成。一時は0点台の防御率を記録するなど、ワンポイント・リリーフやショート・リリーフでチームの4年ぶりとなるクライマックスシリーズ進出に貢献した。レギュラーシーズン全体では、一軍公式戦46試合に登板。通算投球イニングは43回2/3で、1勝0敗14ホールド、防御率1.03という好成績を残した。CSでは、埼玉西武ライオンズとのファーストステージ（メットライフドーム）全3試合で救援したほか、福岡ソフトバンクホークスとのファイナルステージ（福岡ヤフオク!ドーム）でも第3戦（10月20日）を除く4試合に登板。ファーストステージ第1戦からファイナルステージ第2戦までは5試合連続の救援登板で、通算投球イニングは4回1/3ながら、1点も失わずにシーズンを終えた。このような活躍を背景に、12月8日の契約交渉では、推定年俸3000万円（前年から2200万円増）という条件で契約を更改。昇給率は275%で、球団の歴代新人選手としては、2013年の則本昂大(400%)、2007年の田中将大(300%)に次いで高いとされている。
2018年、3月30日に、ロッテとの開幕戦（ZOZOマリンスタジアム）で一軍公式戦初セーブを記録。この試合を皮切りに、球団史上最多のシーズン70試合登板を果たした。通算成績は、1勝4敗1セーブ16ホールド、防御率2.44で、被本塁打数をわずか1本にとどめた。シーズン終了後の2018日米野球で、初めて日本代表に選ばれると、救援で2試合に登板した。オフに、2500万円増の推定年俸5500万円で契約を更改した。
2019年、一軍公式戦の開幕から38試合に登板していたが、7月8日の対オリックス・バファローズ戦（山形市きらやかスタジアム）試合前の練習中に腹痛を訴え、病院で診察を受けたところ、急性の虫垂炎を発症していることが判明したため、翌9日に腹腔鏡下虫垂切除術を受けた。8月中旬から一軍へ復帰すると、10試合に登板。レギュラーシーズン全体では、48試合の登板で、2勝1敗14ホールド、防御率2.30の成績を残し、対戦した打者から1本の本塁打も許さなかった。オフに、700万円減の推定年俸4800万円で契約を更改した。
2020年、春季キャンプからオープン戦まで一軍に帯同。新型コロナウイルスへの感染拡大に伴うチームの活動休止期間中に、SNSやYouTubeを通じて料理上手の一面を披露したことで一躍注目された（詳細後述）。しかし、二軍監督から一軍監督に昇格した三木肇が、投手の起用に際して相手打者の左右にあまり固執せず、従来の中継ぎ要員に比べて長いイニングを投げられる「第2先発」を重視する方針を提唱。活動休止の影響で調整が遅れたこともあって、入団後初めて開幕一軍入りを逃し、開幕後も一軍公式戦への登板機会がなかった。

### 巨人時代
2020年シーズン序盤の7月14日に、髙田萌生との交換トレードで読売ジャイアンツへ移籍することが発表された。髙田から背番号を引き継ぐ格好で、楽天時代に続き、背番号53を着用することになった。楽天の石井一久ゼネラルマネジャーは、このトレードの成立後に、中継ぎで起用できる左投手の補強を急ぐ巨人側から高梨の移籍を先に打診されたことを明言。「僕も選手（左投手）だったので、（今の球団より）出場機会の多い球団に移籍できれば、練習に身が入ることやパフォーマンスが上がることを（経験上）わかっている。高梨は巨人に望まれていたので、（楽天に残るより）一軍（公式戦）での出場機会があるように感じた」とも述べている。
移籍4日後の18日に楽天時代を含め、シーズン初の出場選手登録。8日後（22日）の対中日ドラゴンズ戦（ナゴヤドーム）で、一軍公式戦におけるシーズンおよび移籍後初登板を果たした。28日からは勝ちパターンの一角を担い、左右とも苦手にしない投球でセ・リーグの打者を抑え続け、8月27日の対東京ヤクルトスワローズ戦（明治神宮野球場）で青木宣親から本塁打を打たれるまで登板15試合連続無失点の活躍を見せた。7月、8月、9月と月別防御率0点台を記録する好投を見せていたが、10月18日の対横浜DeNAベイスターズ戦（横浜スタジアム）で梶谷隆幸に満塁本塁打を打たれるなどシーズン終盤の10月には月間防御率4点台と調子を落とした。最終的にはチーム2位の44試合に登板し、防御率1点台を記録するなどシーズン通してリリーフ陣を支え、「陰のMVP」と言われるほどであった。セ・リーグMVPの投票でも3位票が1票投じられた。オフに、2200万円増の推定年俸7000万円で契約を更改した。
2021年は開幕から登板を重ね、55試合に登板し2勝2敗、チーム2位の20ホールドを記録。ただし、防御率は3.69と前年より悪化した他、7月と10月にそれぞれ月間防御率10点台を記録するなど好不調の波が激しい1年となった。オフに、800万円増の推定年俸7800万円で契約を更改。
2022年は主に左のワンポイントやセットアッパーとして起用され、59試合登板で2勝0敗25ホールド、防御率2.14と怪我でこの年登板できなかった中川皓太の穴を埋める活躍をした。シーズン終了後となる11月5日、『ズームイン!!サタデー』内の「プロ野球熱ケツ情報」で結婚したことを発表した。オフに、3200万円増の推定年俸1億1000万円で契約を更改した。
2023年は、開幕一軍入り。チーム最多となる55試合に登板したものの、4月と9月に2度の登録抹消がある不調なシーズンとなった。最終的に2勝1敗23ホールド、防御率4.19を記録し、オフに1000万円増となる推定年俸1億2000万円で契約を更改した。
2024年は自身初となる春季キャンプを二軍で迎え、開幕一軍入りも果たせなかったが4月9日に一軍に昇格。5月・7月・9月は月間防御率が0.00と好投、8月26日の中日戦ではプロ全体で10人目となる「ルーキーイヤーから8年連続40試合登板」を達成。シーズンを通してみれば左のワンポイントや8回などで51試合に登板して4勝3敗25ホールド、防御率2.04を記録し優勝したチームに貢献した。4月18日に取得した国内FA権を行使せず残留し、11月27日に3000万円増となる推定年俸1億5000万円で3年契約を結んだ。

## 選手としての特徴
変則サイドスロー左腕。右足を上げると同時に左腕を体の側面で隠す独特なフォームが特徴で、相手打者は球の出所が見えづらい。直球の最速は147km/h。変化球はスライダー、ツーシーム、チェンジアップを武器としている。
与死球が多いのが特徴で、2025年現在、335.1イニングを投げ34個の与死球を記録している。1イニングあたりの与死球は、0.1以上と現役選手では突出して高い。
投手ながら打撃の能力が高く、早稲田大学時代には、一塁手として東京六大学のリーグ戦に中村奨吾・重信慎之介と並び、先発出場したこともある。

## 人物
- 愛称は「なしさん」[55]、「料理王子」[56]、「高梨シェフ」[57]。
- 川越東高等学校出身のプロ野球選手は高梨が初。
- 楽天への入団に際し、早稲田大学時代のチームメイトであった有原航平をライバルに挙げている[58]。
- 早稲田大学時代には、哲学者ルネ・デカルトの著書を読んだことを契機に、イップスを克服した[59]。
- 禅語の「日日是好日」という言葉を大切にしている[60]。
- JX-ENEOS時代の都市対抗野球大会では、1年目にバットボーイとしてチームの全国大会へ同行。2年目の予選では、ベンチに入れなかったため、ビデオ係としてチームを見届けた。2年目のドラフト会議で楽天に指名されていなければ、早稲田大学時代に経験のある野手への転向を予定していたという。2年目の夏場にサイドスローへ転向したのも、引退を覚悟したことによる。それでも、楽天スカウトの後関は、他の左投手に比べて投球時に肘を低く出す高梨を熱心に視察。社会人野球の名門チームの選手では珍しく、高梨がドラフト会議での指名球団・順位にこだわらなかったこともあって、9巡目での指名ながら楽天への入団に至った[61]。高梨自身も、楽天への入団後に、後関を初めとする球団関係者を「野球人生の危機を救った命の恩人」と述べている[54]。
- 趣味は料理[62]。料理が趣味になったのは楽天入団1年目からで、JX-ENEOS時代の寮生活から一人暮らしに変わるタイミングでチャレンジし始めた[63]。料理のレパートリーは本格的なものから、おつまみやスイーツなど幅が広く、2019年12月に開設したTwitterでは多種多様な料理の写真や動画を投稿している[64]。新型コロナウイルスへの感染拡大の影響で楽天がチームぐるみで活動を休止していた2020年4月25日からは、現役のプロ野球選手としては珍しく、YouTube上に「たかなしきっちん」という個人チャンネルを開設。動画内では球団名やプロ野球選手ということを過度に宣伝せず、趣味の料理の工程を披露している[63]。巨人移籍後もチャンネルは存続しており、2020年8月17日には、自身のYouTubeチャンネルが収益化したことを明かし、教育関係やフードバンクに寄付する予定であると動画内で述べている[65]。
- 好きな漫画は『嘘喰い』。ギャンブラーが心理戦を行う内容だが「だまし合いの中で人間の本当の部分が見える気がする。打者との駆け引きと似ているところがある」と野球に関連付けている[32]。
- オープン戦で大勢の投球を見た高梨が「大勢はガチ」とTwitterで発言し[66]、開幕後に大勢が抑え投手として定着したことから「#大勢はガチ」のハッシュタグが広まった[67]。なお、当の高梨もリリーフで好投を見せているため「#高梨もガチ」のタグも流行している。
- 2022年11月5日に放送された日本テレビ系『ズームイン!!サタデー』内のコーナー「熱ケツ情報」で結婚することを公表した[41]。
- ペットとしてアメリカンカールを飼育しており「ツナ」という名前を付けている。2022年には「ツナ」をモチーフにした応援グッズとして「たかにゃし」パペットが発売された[68]。また、2022年9月にはInstagramでもツナ用アカウントを開設しており[69]、2023年2月には新たにデボンレックスの子猫を迎えたことを発表している。
- 2023年7月2日の阪神タイガース戦（東京ドーム）の7回表に登板していた高梨は、近本光司の右脇腹に死球をぶつけてしまい、試合後のMRI検査で近本は右脇腹肋骨骨折の重傷を負っていたことが判明。しかし、試合後に社会人時代のチームメイトにあたる糸原健斗を通じて謝罪したという高梨は、近本が重傷を負ったことを知らされず、自身のSNSに自軍のリリーフ陣を讃えるべく『みんなないぴすぎ』などと書き込んだことで非難されてしまった[70]。その後同月25日の阪神甲子園球場での同カードの試合前に、高梨本人が近本と相手監督岡田彰布の元を訪れ、正式に謝罪した[71][72]。

## 詳細情報

### 年度別投手成績
| 年 度     | 球 団     | 登 板 | 先 発 | 完 投 | 完 封 | 無 四 球 | 勝 利 | 敗 戦 | セ 丨 ブ | ホ 丨 ル ド | 勝 率 | 打 者 | 投 球 回 | 被 安 打 | 被 本 塁 打 | 与 四 球 | 敬 遠 | 与 死 球 | 奪 三 振 | 暴 投 | ボ 丨 ク | 失 点 | 自 責 点 | 防 御 率 | W H I P |
| --------- | --------- | ----- | ----- | ----- | ----- | -------- | ----- | ----- | -------- | ----------- | ----- | ----- | -------- | -------- | ----------- | -------- | ----- | -------- | -------- | ----- | -------- | ----- | -------- | -------- | ------- |
| 2017      | 楽天      | 46    | 0     | 0     | 0     | 0        | 1     | 0     | 0        | 14          | 1.000 | 183   | 43.2     | 31       | 2           | 17       | 1     | 2        | 48       | 0     | 0        | 13    | 5        | 1.03     | 1.10    |
| 2018      | 楽天      | 70    | 0     | 0     | 0     | 0        | 1     | 4     | 1        | 16          | .200  | 212   | 48.0     | 38       | 1           | 23       | 4     | 6        | 53       | 0     | 0        | 21    | 13       | 2.44     | 1.27    |
| 2019      | 楽天      | 48    | 0     | 0     | 0     | 0        | 2     | 1     | 0        | 14          | .667  | 146   | 31.1     | 25       | 0           | 23       | 2     | 4        | 41       | 0     | 0        | 8     | 8        | 2.30     | 1.53    |
| 2020      | 巨人      | 44    | 0     | 0     | 0     | 0        | 1     | 1     | 2        | 21          | .500  | 141   | 37.1     | 17       | 2           | 13       | 0     | 6        | 37       | 1     | 1        | 10    | 8        | 1.93     | 0.80    |
| 2021      | 巨人      | 55    | 0     | 0     | 0     | 0        | 2     | 2     | 1        | 20          | .500  | 171   | 39.0     | 34       | 2           | 21       | 4     | 5        | 47       | 2     | 0        | 17    | 16       | 3.69     | 1.41    |
| 2022      | 巨人      | 59    | 0     | 0     | 0     | 0        | 2     | 0     | 0        | 25          | 1.000 | 195   | 46.1     | 32       | 1           | 19       | 2     | 4        | 44       | 1     | 0        | 13    | 11       | 2.14     | 1.10    |
| 2023      | 巨人      | 55    | 0     | 0     | 0     | 0        | 2     | 1     | 0        | 23          | .667  | 185   | 43.0     | 32       | 7           | 19       | 3     | 4        | 49       | 0     | 1        | 21    | 20       | 4.19     | 1.19    |
| 2024      | 巨人      | 51    | 0     | 0     | 0     | 0        | 4     | 3     | 0        | 25          | .571  | 145   | 35.1     | 26       | 1           | 15       | 2     | 0        | 29       | 1     | 0        | 9     | 8        | 2.04     | 1.16    |
| 通算：8年 | 通算：8年 | 428   | 0     | 0     | 0     | 0        | 15    | 12    | 4        | 158         | .556  | 1378  | 324.0    | 235      | 16          | 150      | 18    | 31       | 348      | 5     | 2        | 112   | 89       | 2.47     | 1.19    |

- 2024年度シーズン終了時

### 年度別守備成績
| 年 度 | 球 団 | 投手  | 投手  | 投手  | 投手  | 投手  | 投手     |
| 年 度 | 球 団 | 試 合 | 刺 殺 | 補 殺 | 失 策 | 併 殺 | 守 備 率 |
| ----- | ----- | ----- | ----- | ----- | ----- | ----- | -------- |
| 2017  | 楽天  | 46    | 1     | 6     | 1     | 1     | .875     |
| 2018  | 楽天  | 70    | 9     | 9     | 1     | 2     | .941     |
| 2019  | 楽天  | 48    | 2     | 6     | 1     | 0     | .889     |
| 2020  | 巨人  | 44    | 3     | 11    | 0     | 1     | 1.000    |
| 2021  | 巨人  | 55    | 3     | 6     | 0     | 1     | 1.000    |
| 2022  | 巨人  | 59    | 2     | 12    | 1     | 0     | .933     |
| 2023  | 巨人  | 55    | 3     | 8     | 0     | 0     | 1.000    |
| 2024  | 巨人  | 51    | 2     | 13    | 1     | 1     | .938     |
| 通算  | 通算  | 428   | 23    | 71    | 5     | 6     | .950     |

- 2024年度シーズン終了時

### 記録
初記録
投手記録
- 初登板：2017年4月2日、対オリックス・バファローズ3回戦（京セラドーム大阪）、6回裏に3番手で救援登板、1回無失点
- 初奪三振：同上、6回裏に駿太から見逃し三振
- 初勝利：2017年4月6日、対福岡ソフトバンクホークス3回戦（Koboパーク宮城）、5回表に2番手で救援登板、1回無失点
- 初ホールド：2017年6月30日、対福岡ソフトバンクホークス9回戦（Koboパーク宮城）、6回表に2番手で救援登板、1回無失点
- 初セーブ：2018年3月30日、対千葉ロッテマリーンズ1回戦（ZOZOマリンスタジアム）、12回裏に5番手で救援登板・完了、1回無失点

打撃記録
- 初打席：2022年6月18日、対中日ドラゴンズ11回戦（バンテリンドームナゴヤ）、7回表に清水達也から見逃し三振

節目の記録
- 100ホールド：2022年8月7日、対東京ヤクルトスワローズ21回戦（明治神宮野球場）、8回裏に5番手で救援登板、1回無失点 ※史上41人目

その他の記録
- オールスターゲーム出場：1回（2021年）

### 背番号
- 53（2017年[11][29] - 、2018日米野球[19]）

### 代表歴
- 2018日米野球[19]

## 関連情報

### 出演

#### 映画
- インクレディブル・ファミリー（2018年8月1日、ディズニー）※声の出演[73]